# Bubbling Under Hot 100 Singles

Le Bubbling Under Hot 100, établi par le magazine Billboard, liste les 25 chansons en dessous de la centième position et qui ne sont jamais apparues dans le Hot 100. Il est apparu pour la première fois dans le numéro du 1er juin 1959.